# Rachel Holzer
Rachel Holzer (Cracovia, 8 novembre 1899 – Melbourne, 14 novembre 1998) è stata un'attrice e regista teatrale australiana di fama internazionale, di origine ebraica.
Come attrice il suo ruolo più famoso è stato quello della Madre nel film del 1936 di Aleksander Marten I Have Sinned.